# Torfi Ólafsson
Torfi Ólafsson (ur. 30 kwietnia 1965) – islandzki strongman i zawodnik Highland games.
Jeden z najlepszych islandzkich siłaczy. Drużynowy Drugi Wicemistrz Świata Par Strongman 1997.

## Życiorys
Torfi Ólafsson wziął udział pięciokrotnie w indywidualnych Mistrzostwach Świata Strongman, w latach 1995, 1997, 1998, 1999 i 2000. W Mistrzostwach Świata Strongman 1995 z powodu kontuzji nie zakwalifikował się do finału. W Mistrzostwach Świata Strongman 2000 również nie udało mu się zakwalifikować do finału.
Pod względem gabarytów ciała był jednym z najwyższych i najcięższych siłaczy.
Wymiary:

- wzrost 200 cm
- waga 170 - 190 kg
- biceps 56 - 61 cm
- klatka piersiowa 160 - 170 cm

## Osiągnięcia strongman
- 1989
  - 7. miejsce - Mistrzostwa Europy Strongman 1989
- 1996
  - 3. miejsce - Mistrzostwa World Muscle Power
- 1997
  - 4. miejsce - Mistrzostwa Świata Strongman 1997
  - 3. miejsce - Drużynowe Mistrzostwa Świata Par Strongman 1997
- 1998
  - 7. miejsce - Mistrzostwa Świata Strongman 1998 (kontuzjowany)
- 1999
  - 5. miejsce - Mistrzostwa Europy Strongman 1999
  - 7. miejsce - Mistrzostwa Świata Strongman 1999
  - 6. miejsce - Drużynowe Mistrzostwa Świata Par Strongman 1999
- 2000
  - 2. miejsce - Mistrzostwa Islandii Strongman
  - 6. miejsce - Drużynowe Mistrzostwa Europy Par Strongman 2000